# مونيوغاليندو
بلدية مونيوغاليندو (بالإسبانية: Muñogalindo) هي بلدية تقع في مقاطعة آبلة التابعة لمنطقة قشتالة وليون وسط إسبانيا.

## الديموغرافيا
بلغ عدد سكان بلدية مونيوغاليندو 387 نسمة عام 2011 (وفقاً للمعهد الوطني للإحصاء الإسباني).
| 458 | 451 | 437 | 431 | 417 | 408 | 387 |